# Горме сабзи
Горме Сабзи (на персийски: قورمه‌سبزی‎‎) е традиционна иранска яхния.
Приготвя се с няколко различни зелени билки, зрял боб и агнешко.
Специфично за яхнията е, че се подправя със сушени черни лаймове. Вкусът им е изключително наситен и придава на ястието уникален аромат и вкус. Те произхождат от Персийския залив и често се използват в различни ястия в страни от Близкия Изток.
Традиционно Горме сабзи се сервира с бял ориз. Също може да се поднесе и с плосък хляб лаваш.
Съставките на ястието са: кромид лук, куркума, агнешко, спанак, праз лук, магданоз, кориандър, листа от сминдух, зрял боб.
Тази древна рецепта почти не се е променила през вековете и е традиционна за Иран.